# لائورنت نوتال
لائورنت نوتال (انگلیسی: Laurent Nottale؛ زاده ۲۹ ژوئیهٔ ۱۹۵۲) وی دانشمند اخترفیزیک ، مدیر بازنشسته تحقیقات در مرکز ملی پژوهش‌های علمی فرانسه  و محقق در رصدخانه پاریس است. او نویسنده و مخترع نظریه نسبیت مقیاسی است که هدف آن وحدت فیزیک کوانتومی با نظریه نسبیت است.

## کارهای علمی
نورتال کار حرفه ای خود را در حوزه نسبیت عام آغاز کرد. وی در ژوئن سال 1980 با عنوان "اختلال در رابطه هابل توسط خوشه های کهکشان" از رساله دکتری خود دفاع کرد ، و در آن نشان داد که خوشه های کهکشانها به‌طور کلی ممکن است به عنوان لنزهای گرانشی بر روی منابع دوردست عمل کنند. برخی از این نتایج در Nature منتشر شده است.او همچنین کتاب محبوب:
L'Univers et la Lumière, Flammarion, Nouvelle Bibliothèque Scientifique 1994, Champs 1998
را  منتشر کرد که در سال 1995 جایزه دریافت کرد (Prix du livre d'Astronomie Haute-Maurienne-Vanoise).می توان دو دوره را در حرفه علمی نورتال متمایز کرد. اولین دوره از سال 1975 تا 1991 به مطالعه لنزهای گرانشی اختصاص یافته است و دوره دوم ، از سال 1984 تا امروز ، بر توسعه تئوری نسبیت مقیاس وی متمرکز شده است.این تئوری پیشنهادی برای نظریه فیزیك مبتنی بر فضا-زمان فراكتالی است و ادعا می کند می توان مفهوم نسبیت را در دیگر مقیاسهای فیزیکی(زمان ، طول ، انرژی یا تکانه) گسترش داد و این کار را کرده است. طرفداران این نظریه کاربرد های گسترده ای برای آن متصور هستند ، از جمله کاربردهایی در مورد ماده تاریک و تشکیل سیستم های سیاره ای و همچنین زیست شناسی ، زمین شناسی و فن آوری. با این حال ، این نئوری به‌طور گسترده مورد قبول جامعه علمی قرار نگرفته است.

## انتشارات منتخب
Scale Relativity And Fractal Space-Time: A New Approach to Unifying Relativity and Quantum Mechanics. 2011 1st ed. World Scientific Publishing Company. ISBN 1848166508
Fractal Space-Time and Micro-physics, Editions World Scientific, May 1993 (ISBN 9810208782(کتاب مرجع در مورد تئوری مقیاسی)
(L'univers et la lumière, Cosmologie classique et mirages gravitationnels, Éditions Flammarion, août 1993 (ISBN 2082111830
(La Relativité dans tous ses états : du mouvements aux changements d'échelle, Éditions Hachette, 1998 (ISBN 201279002X
(Les arbres de l'évolution, Laurent Nottale, Jean Chaline et Pierre Grou, Éditions Hachette, mars 2000 (ISBN 2012355528